# Larry Foust
Lawrence Michael "Larry" Foust (Painesville, 24 de junho de 1928 — Pittsburgh, 27 de outubro de 1984) foi um jogador norte-americano de basquete profissional que disputou doze temporadas na National Basketball Association (NBA). Foi selecionado pelo Chicago Stags como a quinta escolha geral no draft da NBA em 1950.